# Eileen Chang
Eileen Chang (chinês tradicional: 張愛玲, chinês simplificado: 张爱玲, pinyin: Zhāng Àilíng; Xangai, 30 de setembro de 1920  — Los Angeles, 08 de setembro de 1995), também conhecida como Zhang Ailing ou Chang Ai-ling, ou ainda pelo pseudônimo Liang Jing (梁京), foi uma ensaísta, romancista e roteirista chinesa naturalizada americana. É reconhecida como uma das feministas mais célebres da história contemporânea chinesa e ícone da cultura xangaiense.
Chang ganhou notoriedade literária no decorrer da década de 1940, durante o período de ocupação japonesa em Xangai.

## Vida Pessoal
Chang nasceu em 30 de setembro de 1920, em Xangai. É bisneta do estadista da Dinastia Qing, Li Hongzhang. Aos nove anos, ingressou em uma escola de educação bilíngue, aprendendo inglês, piano e pintura a óleo. Em 1939, ela foi aceita com bolsa integral para a Universidade de Londres, mas não ingressou no curso devido à Segunda Guerra. Preferiu então estudar Literatura Inglesa na Universidade de Hong Kong. Chang não concluiu o curso, pois em dezembro de 1941, ocorreu a ocupação japonesa. Ela mudou-se para Xangai.
Em 1943, aos 23 anos, Chang conheceu o também escritor Hu Lancheng (胡兰成), que tinha 37 e era casado. Chang e Hu casaram em 1944, o quarto casamento do escritor. Hu foi declarado um traidor por colaborar com o governo de Wang Jingwei. Ele notoriamente tinha muitos casos extramaritais, até que o casal se divorciou em 1947, após ele ter casado com uma jovem de 17 anos em Wuhan, usando uma identidade falsa.
Em 1952, Chang retornou para Hong Kong, onde trabalhou como tradutora. Após emigrar para os Estados Unidos, em 1955, Chang conheceu o roteirista americano Ferdinand Reyher, em New Hampshire. Reyher era quase 30 anos mais velho que Chang. Ela engravidou de Reyher, que logo em seguida propos casamento, mas insistiu que não queria a gravidez. Chang abortou e eles casaram em agosto de 1956, em Nova York. Eles se mudaram para New Hampshire. Reyher faleceu em 8 de outubro de 1967.
Chang se isolou nos últimos anos de vida, recusando convites para reuniões ou aparecer em eventos, inclusive um prêmio literário em Taiwan em 1994. Ela faleceu de causas naturais aos 74 anos em 1995 no seu apartamento em Los Angeles. Ela faleceu alguns dias antes do proprietário encontrar seu corpo, após dias sem Chang atender o telefone.

## Carreira
Chang começou sua carreira como roteirista de filmes. Após sair de Hong Kong e mudar-se para Xangai na década de 40, Chang começa a escrever contos, ensaios e críticas de cinema para diferentes revistas e jornais — inclusive as famosas noveletas The Golden Cangue e Love in a Fallen City. A sua primeira coleção de textos seria publicada em 1944, com o título de Romances (Chuan Qi, 傳奇) e logo em seguida, a outra coletânea Written on Water (1945). Ambas foram sucessos de venda. As descrições da vida urbana, a moda e a cultura em Xangai durante a ocupação se tornariam marca da sua obra e servem como registro etnográfico do período.

## Obras

### Noveleta
- 1943 - 金鎖記 (pinyin: Jīn suǒ jì, lit. ‘Fechadura Dourada’)  - The Golden Cangue.[nota 2]
- 1979 - 色，戒 (pinyin: Sè, jiè) - Lust, Caution.

### Conto
- 1943 - 沉香屑·第一炉香 (pinyin: Chénxiāng xiè·dì yī lú xiāng, lit. ‘Lascas de Agarwood: O primeiro incenso’) - “Scraps of Agalloch Eaglewood —The First Charge in the Incense Burner”.[4]

- 1943 - 傾城之戀 (pinyin: Qīngchéng zhī liàn, lit. ‘Fascínio do amor’) - Love in a Fallen City.
- 1944 - 紅玫瑰與白玫瑰 (pinyin: Hóng méiguī yǔ bái méiguī, lit. ‘Rosa Vermelha e Rosa Branca’) - Red Rose White Rose.
- 1948 - 半生緣 (pinyin: Bànshēng yuán, lit. ‘Meia Vida’) - Half a Lifelong Romance.[10]

### Coletâneas de ensaios e contos
- 1944 - 傳奇  (pinyin: Chuan Qi) - Romances
- 1945 - 流言 (pinyin: Líu Yán) - Written on Water[11]

## Obras Adaptadas

### Cinema
- 1984 - Amor Numa Cidade Caída - direção de Ann Hui.[12]
- 1994 - Red Rose White Rose.[13]
- 1997 - Eighteen Springs - direção de Ann Hui.[12]
- 2007 - Desejo e Perigo - adaptação de Ang Lee para a obra 色, 戒.[14][15]
- 2020 - Love After Love - adaptação da diretora Ann Hui para o conto 沉香屑·第一炉香.[12][16]

### Teatro
- 2020 - Red Rose White Rose.[17]

## Influência
Mesmo após emigrar para os EUA, Chang permaneceu uma figura influente entre falantes de mandarim (ainda que suas obras estivessem proibidas na China até a década de 80), principalmente na cena cult em Hong Kong e Taiwan. Uma série de autores inspirados na sua obra surgiu na década de 1970.